# Shark Swarm – Angriff der Haie
Shark Swarm – Angriff der Haie ist ein Horrorfilm von Regisseur James A. Contner. Die TV-Produktion wurde in den USA gedreht und hatte TV-Premiere am 25. Mai 2008 auf dem SciFi-Channel. Hauptrollen spielen u. a. Daryl Hannah, John Schneider und Armand Assante.

## Inhalt
Der Immobilien-Spekulant Hamilton Lux plant die Errichtung einer luxuriösen Ferienanlage auf den Grundstücken ortsansässiger Fischer in dem kleinen kalifornischen Dorf Full Moon Bay. Um die Einwohner unter Druck zu setzen und ihnen ihre Lebensgrundlage zu entziehen, lässt er große Mengen giftiger Chemikalien ins Meer leiten. Die Gifte sollen die Fischgründe vernichten und die Fischer so zum Verkauf ihrer Grundstücke zwingen. Wie geplant sterben die meisten Fische nach und nach und Lux kann fast alle Grundstücke in Full Moon Bay aufkaufen. 
Unterdessen verändert sich durch die Verschmutzung der Gewässer vor der Küste das Verhalten einiger Meereslebewesen, insbesondere jenes der Haie, beträchtlich. Die Raubfische werden unnatürlich aggressiv und beginnen in Schwärmen auf die Jagd zu gehen. Bald schon fallen den Tieren die ersten Menschen zum Opfer. Daniel Wilder, einer der Fischer des Dorfes, entdeckt das seltsame Verhalten der Fische und erkennt die Gefahr, in der die badenden Menschen an den vielen  Stränden der Gegend schweben. Gemeinsam mit seinem Bruder Professor Philip Wilder und der Umweltschutzbeauftragten Amy Zuckerman will er die Menschen warnen und sie vor den Haien schützen. 
Dank Professor Bill Girdler, der an der gleichen Universität unterrichtet wie Philip, gelingt es ihnen, die Haie mittels einer von der Navy entwickelten Mikrowellenpistole zu vertreiben und vielen Menschen das Leben zu retten. Der Schwarm, dem auch Hamilton Lux zum Opfer fällt, entfernt sich zwar von Full Moon Bay, die aggressiven Tiere bleiben aber am Leben.

## Synchronisation
Die deutsche Synchronisation übernahm die Tele München Gruppe. Die Dialogregie führte Marc Boettcher.

## Kritiken
„Der Tierhorror mit Ökomoral ist kein guter Fang: Die Logiklöcher sind größer als der mies getrickste Trupp Haie. Und mit 169 Minuten ist die öde inszenierte (See-)Gurke viel zu lang. − ‚Hai‘-liger Strohsack: Angriff des Blödsinns!“

„The fatal error is that, unlike the Shark Attack series, it isn’t even enjoyable on the level of unbridled trash – it’s just mind-numbingly tedious. (…) Alas, the “fashionable” environmental undertones don’t do anything to alleviate the boredom.“